# Гетто в Буда-Кошелёве
Гетто в Бу́да-Кошелёве (26 октября 1941 — 27 декабря 1941) — еврейское гетто, место принудительного переселения евреев посёлка Буда-Кошелёво Гомельской области и близлежащих населённых пунктов в процессе преследования и уничтожения евреев во время оккупации территории Белоруссии войсками нацистской Германии в период Второй мировой войны.

## Оккупация Буда-Кошелёво и создание гетто
Посёлок Буда-Кошелёво (с 1971 года — город) был захвачен немецкими войсками 15 (14) августа 1941 года, и оккупация продлилась 2 года и 3,5 месяца — до 27 ноября 1943 года
В поселке остались более 400 евреев, не успевших или не решившихся эвакуипрваться. Нацисты разрешили им остаться в своих домах под контролем местных полицейских при условии беспрекословного выполнения немецких приказов.
26 октября (ноября) 1941 года по всему району были проведены массовые аресты евреев. Реализуя нацистскую программу уничтожения евреев, немцы создавали гетто почти во всех городах и населённых пунктах Беларуси, где проживало еврейское население. Так и в Буда-Кошелёво оккупанты в этот же день согнали евреев в гетто, под которое отвели двухэтажное каменное здание школы.

## Условия в гетто
Условия жизни узников были невыносимые — школа состояла из шести комнат размерами примерно 6х6 метров, и в каждую были загнаны по 50-60 человек — в основном, женщины, дети и старики. Также и коридоры школы были забиты людьми.
В здании не было отопления, стекла в окнах были разбиты и заколочены досками. Никакого питания узникам не выдавали, а передачи были запрещены. Только иногда нееврейским родным и знакомым удавалось тайком передать что-либо из еды. В этих условиях голода, холода и отсутствия медицинской помощи смертность среди узников была высокой.
На протяжении всех двух месяцев существования гетто обессиленных людей заставляли ежедневно по 14-16 часов работать на принудительных работах.
Приезжающие из Гомеля гестаповцы постоянно обыскивали и грабили узников, при этом насилуя девушек и молодых женщин. Охрана гетто состояла из полицаев, которые тоже постоянно издевались над узниками.

## Уничтожение гетто
В ночь с 26 на 27 декабря (ноября) 1941 года вокруг здания школы были установлены пулеметы. Начальник полиции Михаленко усилил охрану гетто, чтобы исключить побеги. Узников разделили на мужчин и женщин, раздевали и обыскивали, забирая ценные вещи и хорошую одежду. Всех мужчин (170 человек) закрыли в одной сильно протопленной комнате с полностью заколоченными окнами, перед этим отняв все запасы воды. В этой невыносимой духоте из-за тесноты люди не могли даже повернуться или присесть. В этих условиях их продержали всю ночь.
Утром из Гомеля прибыли две машины с жандармами. В 5 часов утра всех под конвоем вывели из школы, отобрали вещи, оставив людей только в нательном белье, и двумя колоннами — мужчин отдельно, женщин с детьми отдельно — погнали к противотанковому рву, который находился возле деревни Красный Курган (за МТС района). Конвоем командовали бургомистр Прусов и начальник полиции Михаленко. Мужчинам приказали раздеться, группами отводили в ров, где несколько немцев укладывали евреев лицом вниз и расстреливали. Следующих заставляли ложиться на уже убитых. После мужчин полицаи Космило, Кабаев, Филипп Олейников, Дмитрий Кузиков привели к расстрельному рву женщин с грудными детьми, а на 10 телегах привезли оставшихся детей и стариков. Всех раздели, загнали в яму и убили.
Во время этой «акции» (таким эвфемизмом нацисты называли организованные ими массовые убийства) надо рвом стоял крик, обречённые люди молили о пощаде. С 8 до 15 часов немцы и полицаи расстреляли 485 человек — всех узников гетто, из которых впоследствии удалось установить фамилии только 120 человек. Тела убитых присыпали снегом, а землей засыпали только весной. Вещи евреев были распроданы через местный магазин.

## Организаторы и исполнители убийств
По данным комиссии ЧГК, главными виновниками массовых убийств в районе и в Буда-Кошелеве были: комендант Буда-Кошелевской комендатуры зондерфюрер Альбрехтен; командир немецкого карательного отряда польский офицер Буглай (Буглаим) и его помощники Гофман и Нейдыка; начальник полиции района Марченко, которого в ноябре 1941 года сменил Михальченко Гаврила Несманович; начальник 3-го отдела коллаборационист Алексин; бургомистр Буда-Кошелево Прусов; полицейские Жеренков Гаврила Лукъянович, Кабаев, Космило, Кузиков Дмитрий, Марченко, Олейников Филипп, Трибуца Евгений Иванович и другие, старший полицейский и следователь Войтицкий.

## Случаи спасения
Белорус Венглинский Евгений оказался в гетто вместе с женой-еврейкой и ребёнком. Они сумели убедить немца-жандарма, понимавшего по-русски, что попали в гетто «по ошибке» и не являются евреями. Жандарм взял кожаное пальто Евгения и отпустил их перед самым расстрелом. Они скитались по лесам и деревням, пока в мае 1942 года не встретили партизан.
Гирша Швеца не расстреляли как отличного сапожника, а перевезли в Гомель, где он два года проработал по специальности, а при отступлении немцы угнали его в Германию — так он выжил и дождался освобождения.

## Память
Опубликованы неполные списки жертв геноцида евреев в Буда-Кошелёве.
Памятник был установлен родными убитых евреев, вернувшимися из эвакуации после освобождения Белоруссии. Они собрали пожертвования и самовольно, без разрешения властей, установили обелиск на братской могиле — в полутора километрах на юго-запад (северо-восток) от города.